# Weng (Isar)

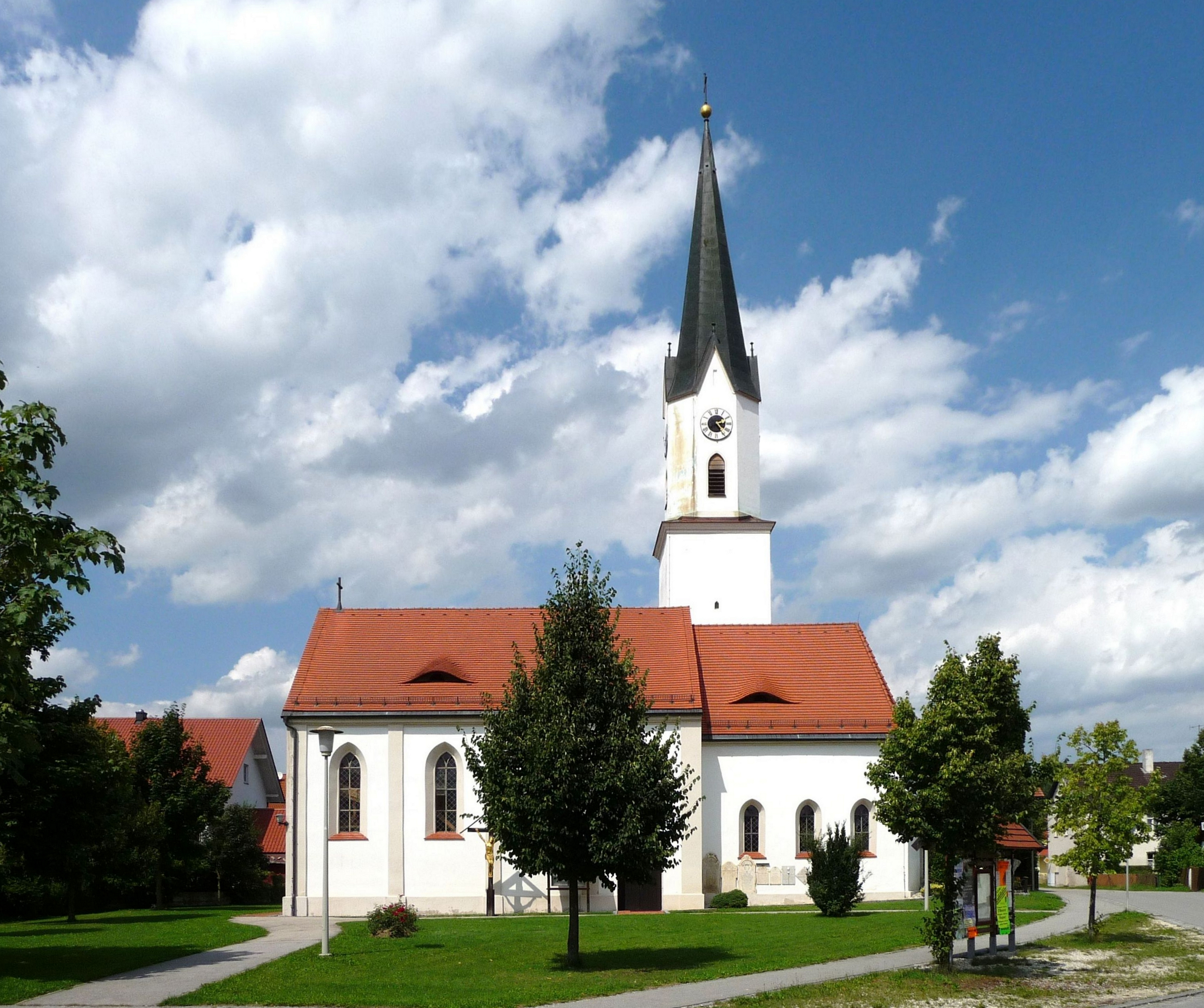
Die Kuratiekirche Mariä Himmelfahrt

Weng ist eine Gemeinde im niederbayerischen Landkreis Landshut. Sie ist Mitglied der Verwaltungsgemeinschaft Wörth an der Isar.

## Geografie

### Geografische Lage
Die Gemeinde liegt in der Region Landshut an der Isar.

### Gemeindegliederung
Es gibt elf Gemeindeteile (in Klammern ist der Siedlungstyp angegeben):
- Dreifaltigkeitsberg (Einöde)
- Hinzlbach (Kirchdorf)
- Hörmannsdorf (Kirchdorf)
- Hösacker (Dorf)
- Leinbach (Weiler)
- Moosberg (Kirchdorf)
- Pattendorf (Einöde)
- Pestendorf (Weiler)
- Raffach (Weiler)
- Veitsbuch (Pfarrdorf)
- Weng (Kirchdorf)

Es gibt die Gemarkungen Veitsbuch und Weng.

## Geschichte

### Bis zur Gemeindegründung
Dass die Gegend um Weng bereits sehr früh besiedelt war, zeigen die vorgeschichtlichen Hügelgräber bei Freihausen. Die ersten Besitzer des damaligen Schlosses Moosweng nannten sich „von Weng“ und wurden 1364 erstmals urkundlich erwähnt. Die adelige Familie der Hermstorfer besaß im 15. Jahrhundert alle drei auf heutigem Gemeindegebiet gelegenen Hofmarken Weng, Hinzlbach und Hörmannsdorf, den Namen gebenden Sitz Hörmannsdorf dabei wohl schon seit dem 13. Jahrhundert. Weng selbst, wo die im 16. Jahrhundert bekannte Ärztefamilie „Wenger“ ihren Stammsitz hatte, gehörte im 17. und 18. Jahrhundert den Grafen von Seinsheim. Das heutige Schloss Weng wurde 1806 von Graf Carl Arco von Oberköllnbach erworben und war bis Anfang der 1990er Jahre noch im Besitz der Grafen Arco auf Valley. 1818 entstanden durch das bayerische Gemeindeedikt die Gemeinden Weng und  Hörmannsdorf. Die adelige Gerichtsbarkeit der Patrimonialgerichte  Oberköllnbach (für Weng) und  Hörmannsdorf bestand zunächst weiter, bis diese 1848 endgültig aufgelöst wurden.
Die heutige politische Gemeinde Weng entstand 1852/53 durch Zusammenschluss der Gemeinden Weng und Hörmannsdorf.

### Weitere Ereignisse
Am 15. März 1933 wurde am Dreifaltigkeitsberg die Leiche des von Nationalsozialisten aus seinem Haus entführten, schwer misshandelten und schließlich erschossenen jüdischen Händlers Otto Selz aus Straubing von einem Landwirt aufgefunden.

### Eingemeindungen
Im Zuge der Gebietsreform in Bayern wurde am 1. April 1971 die Gemeinde Veitsbuch eingegliedert. Der Ort hatte zeitweise zur Hofmark Oberköllnbach gehört.

### Einwohner
| Stand | Einwohner |
| ----- | --------- |
| 1877  | 680       |
| 1928  | 668       |
| 1952  | 816       |

Gemäß Bayerischem Landesamt für Statistik  haben sich die Einwohnerzahlen jeweils zum 31. Dezember eines Jahres wie folgt entwickelt:
| Stand | Einwohner |
| ----- | --------- |
| 1960  | 0952      |
| 1970  | 0930      |
| 1980  | 0957      |
| 1990  | 1011      |
| 1995  | 1144      |
| 2000  | 1326      |
| 2005  | 1405      |

| Stand | Einwohner |
| ----- | --------- |
| 2006  | 1392      |
| 2007  | 1397      |
| 2008  | 1408      |
| 2009  | 1382      |
| 2010  | 1396      |
| 2011  | 1385      |
| 2012  | 1388      |

| Stand | Einwohner |
| ----- | --------- |
| 2013  | 1434      |
| 2014  | 1410      |
| 2015  | 1434      |
| 2016  | 1441      |
| 2017  | 1460      |
| 2018  | 1445      |

Seit 1972, dem Jahr der Gemeindereform, hat sich die Einwohnerzahl bis 2016 um 496 Personen erhöht. Das entspricht einem Wachstum von 52,49 Prozent. In den letzten zehn (fünf) Jahren wuchs die Einwohnerzahl um 3,15 (3,82) Prozent.
| Alter         | Einwohner nach Alter |
| ------------- | -------------------- |
| jünger als 18 | 22,1 %               |
| 18 bis 29     | 13,5 %               |
| 30 bis 49     | 31,7 %               |
| 50 bis 64     | 19,7 %               |
| älter als 65  | 12,9 %               |

## Politik
Acht Monate nach Kriegsende fanden am 27. Januar 1946 die ersten Kommunalwahlen (Gemeinderatswahlen) in den kreisangehörigen Gemeinden Bayerns statt. In den Monaten April und Mai 1946 folgten noch die ersten Wahlen der Bürgermeister, Landräte sowie Kreistage. 2006 wurde das 60-jährige Jubiläum begangen.
Die Gemeinde Weng ist Mitglied in folgenden Zweckverbänden:
- Regionaler Planungsverband Landshut
- Schulverband Niederaichbach-Wörth Postau-Weng
- Schulverband Postau-Weng
- Wasserzweckverband Mallersdorf[12]

| Gemeinde       | Wappen | Fläche km² | Einwohner 31. Dezember 2023 | EW-Dichte EW je km² | Höhe über NHN |
| -------------- | ------ | ---------- | --------------------------- | ------------------- | ------------- |
| Postau         |        | 34,84      | 1.692                       | 49                  | 388           |
| Weng           |        | 15,62      | 1.379                       | 88                  | 379           |
| Wörth a.d.Isar |        | 4,84       | 3.093                       | 639                 | 369           |

Die Verwaltungsgemeinschaft Wörth a.d.Isar erbringt 304 verschiedene behördliche Leistungen.

### Gemeinderat
Die Gemeinderatswahl 2020 erbrachte folgende Sitzverteilung:
- CSU/Neue Liste: 36,04 % (4 Sitze)
- Christlicher Bürgerblock (CBB): 32,02 % (4 Sitze)
- Freie Wählergemeinschaft Weng (FWW): 31,94 % (4 Sitze)

### Bürgermeister
Erster Bürgermeister ist seit Mai 1996 Robert Kiermeier (Christlicher Bürgerblock).

### Wappen
| Wappen von Weng | Blasonierung: „Geteilt, oben gespalten, vorne sechsmal von Silber und Blau gespalten, hinten in Blau ein silberner Kelch, unten in Silber ein roter Lindenblattschildfuß.“ |
| Wappen von Weng | |

## Wirtschaft und Infrastruktur
Es gab 1998 nach der amtlichen Statistik im produzierenden Gewerbe 63 und im Bereich Handel und Verkehr keine sozialversicherungspflichtig Beschäftigte am Arbeitsort. In sonstigen Wirtschaftsbereichen waren am Arbeitsort 58 Personen sozialversicherungspflichtig beschäftigt. Sozialversicherungspflichtig Beschäftigte am Wohnort gab es insgesamt 486. Im verarbeitenden Gewerbe und im Bauhauptgewerbe gab es je zwei Betriebe. Viele Bewohner pendeln ins benachbarte BMW-Werk Dingolfing.
| Zuweisungen an | Jahr    | Jahr    | Jahr    | Jahr    | Jahr    | Jahr    |
| Zuweisungen an | 2015    | 2016    | 2017    | 2018    | 2019    | 2020    |
| -------------- | ------- | ------- | ------- | ------- | ------- | ------- |
| Gemeinde Weng  | 358.076 | 327.876 | 348.572 | 293.316 | 401.720 | 271.656 |

In Folge einer entsprechenden Bewertung der Wirtschaftskraft der Gemeinde Weng wurden die Schlüsselzuweisungen 2018 mit 293.316 Euro festgesetzt. In den Jahren 2015 bis 2017 lagen sie zwischen 327.876 und 358.076 Euro. 2018 sanken sie damit unter 300.000 Euro. Im Jahr darauf stiegen sie wieder um 37 Prozent auf 401.720 Euro um dann für 2020 wieder um 32,4 Prozent auf 271.656 Euro abzunehmen.
Die Gemeindesteuereinnahmen betrugen im Jahr 1999 umgerechnet 397.000 €, davon betrugen die Gewerbesteuereinnahmen (netto) umgerechnet 10.000 €.

### Land- und Forstwirtschaft
Im Jahr 1999 bestanden 41 landwirtschaftliche Betriebe mit einer landwirtschaftlich genutzten Fläche von 1.040 ha, davon waren 952 ha Ackerfläche und 88 ha Dauergrünfläche.

### Bauen und Wohnen
| Gemeindeteil | Wohnbauflächen ausgewiesene Baugebiete | unbeplanter Innenbereich | ausgewiesene gewerbliche Bauflächen | Ackerland |
| ------------ | -------------------------------------- | ------------------------ | ----------------------------------- | --------- |
| Weng         | 90 €                                   | 80 €                     | 40 €                                | 5 €       |
| Hörmannsdorf | 80 €                                   | 70 €                     |                                     | 5 €       |
| Veitsbuch    |                                        | 65 €                     |                                     | 5 €       |
| Moosberg     |                                        | 65 €                     |                                     | 5 €       |
| Hösacker     |                                        | 50 €                     |                                     | 5 €       |

### Bildung
Es gibt folgende Einrichtungen (Stand: 1999):
- Kindergärten: 50 Kindergartenplätze mit 87 Kindern
- Musikverein: gegründet von Anton Edenhoffer

## Persönlichkeiten
- Maria Peschek (1953–2023), Kabarettistin, Schauspielerin und Bühnenautorin